# فرنسيسكو كروز كاسترو
فرنسيسكو كروز كاسترو (بالإسبانية: Francisco Cruz Castro)‏ هو محامي وقاضي ودبلوماسي وسياسي سلفادوري، ولد في 4 أكتوبر 1820 في سانتا آنا مونيسباليتي في السلفادور، وتوفي في 20 مايو 1895 في لا اسبيرانزا، هندوراس في هندوراس. حزبياً، نشط في Partido Conservador ‏. وقد انتخب رئيس هندوراس.